# Список акронімів української мови (С)
Список акронімів української мови, які починаються з літери «C»:
- СА (нім. SA: Sturmabteilung) — Штурмові загони
- САВО — Середньоазійський військовий округ
- САК — Система автоматичного керування
- САК — Субарахноїдальний крововилив
- САНВ — Сапатиська Армія Національного Визволення
- САП — Система автоматизованого проектування і розрахунку
- САП — Спеціалізована антикорупційна прокуратура
- САПАРД (англ. SAPARD: Special Accession Programme for Agriculture and Rural Development) — фінансовий інструмент Європейського Союзу на допомогу країнам-кандидатам з Центральної та Східної Європи у підготовці до вступу в ЄС
- САПР — Система автоматизованого проектування і розрахунку
- САПР ТП — Система автоматизованого проектування технологічних процесів
- САР — Система автоматичного регулювання
- САУ — Самохідна артилерійська установка
- СБ ОУН — Служба безпеки ОУН (б)
- СБЛ — Святошинсько-Броварська лінія Київського метрополітену
- СБПЧ — Система безперервної подачі чорнил
- СБУ — Служба безпеки України
- СВ ЗСУ — Сухопутні війська Збройних сил України
- СВЗМО — Сусідня з вищою зайнятою молекулярною орбіталлю
- СВІФТ (англ. SWIFT: Society for Worldwide Interbank Financial Telecommunications) — міжнародна міжбанківська система передачі інформації та здійснення платежів
- СГС («Сантиметр, грам, секунда») — система одиниць вимірювання
- СД (нім. Sicherheitsdienst) — внутрішньопартійна служба безпеки НСДАП
- СДВ — Співдружність демократичного вибору
- СДП — Соціал-демократична партія
- СДР — Спеціальні права запозичення
- СЕАТО (англ. SEATO: South-East Asia Treaty Organization) — Організація Договору Південно-Східної Азії
- СЕЗ — Спеціальна економічна зона
- СЕМ — Сканувальний електронний мікроскоп
- СЕНТО (англ. CENTO: Central Treaty Organization) — Багдадський пакт
- СЕП — Система електронних платежів Національного банку України
- СЕС — Санітарно-епідеміологічна станція
- СЄХЛ — Східноєвропейська хокейна ліга
- СЗР — Служба зовнішньої розвідки України
- СЗР РФ — Служба зовнішньої розвідки Російської Федерації
- СЗЧ — Самовільне залишення частини
- СІЗО — Слідчий ізолятор
- СІП — Самоутримний ізольований провід
- СІП НОЗМ — Симетрична, інформаційно повна, невід'ємна операторно-значна міра
- СІТЕС (англ. CITES: Convention on International Trade in Endangered Species of Wild Fauna and Flora) — Конвенція про міжнародну торгівлю видами дикої фауни і флори, що перебувають під загрозою зникнення
- СК — Сполучене Королівство Великої Британії та Північної Ірландії
- СкА — Скінченний автомат
- СКБД — Система керування базами даних
- СКВ — Самооборонні Кущові Відділи
- СКВ — Система керування вмістом
- СКВ — Система керування вогнем
- СКС — Структурована кабельна система
- СКУ — Світовий Конґрес Українців
- СКУ — Сімейний кодекс України
- СКУ — Сойм Карпатської України
- СЛАР — Система лінійних алгебраїчних рівнянь
- СЛОН (рос. Соловецкий лагерь особого назначения) — Соловецький табір особливого призначення
- СЛР — Серцево-легенева реанімація
- СМ — Стандартна модель
- СМВЧ — Спеціальна моторизована військова частина
- СМВЧМ — Спеціальна моторизована військова частина міліції
- СМДА — Севастопольська міська державна адміністрація
- СМЕРШ («Смерть Шпигунам») — радянська контррозвідувальна служба часів Другої світової війни
- СММ ОБСЄ — Спеціальна моніторингова місія ОБСЄ в Україні
- СМС (англ. SMS: Short Message Service) — Служба коротких повідомлень
- СМЧМ — Спеціальна моторизована частина міліції
- СН — партія «Слуга народу»
- СНД — Співдружність Незалежних Держав
- СНІД — Синдром набутого імунного дефіциту
- СНО-1 — Договір про скорочення і обмеження стратегічних наступальних озброєнь між СРСР та США
- СНО-2 — Договір про подальше скорочення і обмеження стратегічних наступальних озброєнь між Росією і США
- СНР — Система національних рахунків
- СОБ — Стратегічний оборонний бюлетень України
- СОД — Система обробки даних
- СОДА — Сумська обласна державна адміністрація
- СОІ — Стратегічна оборонна ініціатива
- СОЛАС (англ. SOLAS: International Convention for the Safety of Life at Sea) — Міжнародна конвенція з охорони людського життя на морі
- СООН (Охоронні сили Організації Об'єднаних Націй) — миротворча місія ООН в Хорватії та в Боснії і Герцеговині під час Югославських воєн
- СООННР — Зона Сил ООН по нагляду за роз'єднанням
- СОТ — Світова організація торгівлі
- СП — Спільне підприємство
- СПАУ — Синдром порушення активності та уваги
- СПбДУ — Санкт-Петербурзький державний університет
- СПД — Суб'єкт підприємницької діяльності
- СПЗ — Спеціальні права запозичення
- СПЛ — Сирецько-Печерська лінія Київського метрополітену
- СПСЗ — Синдром постійного сексуального збудження
- СРБГ — Соціалістична Республіка Боснія і Герцеговина
- СРВ — Соціалістична Республіка В'єтнам
- СРО — Саморегульована організація
- СРСР — Союз Радянських Соціалістичних Республік
- СРЮ — Союзна Республіка Югославія
- СС (нім. SS: Schutzstaffel) — військово-поліційна організація Націонал-соціалістичної німецької робітничої партії
- ССД — Синдром струшування дитини
- ССД — Союз Суверенних Держав
- ССО — Сили спеціальних операцій
- ССО ЗСУ — Сили спеціальних операцій Збройних сил України
- ССО США — Сили спеціальних операцій США
- ССЯ — Сили самооборони Японії
- СТВ — Спеціальна теорія відносності
- СТО — Станція технічного обслуговування
- СУА — Союз українок Америки
- СУАР — Сіньцзян-Уйгурський автономний район
- СУБД — Система управління базами даних
- СУМ — Сучасна українська мова
- СумДУ — Сумський державний університет
- СУРБД — Система управління реляційними базами даних
- СФОР (англ. SFOR: Stabilization Force) — Сили НАТО з підтримки миру в Боснії і Герцеговині
- СФР — Служба фінансових розслідувань
- СФРЮ — Соціалістична Федеративна Республіка Югославія
- СЦБ («Сигналізація, централізація та блокування») — комплекс технічних засобів, за допомогою яких забезпечується необхідна пропускна спроможність ділянок залізниць та безпечний рух поїздів
- СЦКК — Спільний центр з контролю та координації
- СШЄ — Сполучені Штати Європи, гіпотетичний сценарій об'єднання Європи